# B’Day
B’Day – drugi album studyjny amerykańskiej wokalistki rhythm and bluesowej Beyoncé Knowles, wydany w dniu jej 25. urodzin, 4 września 2006 roku, nakładem Columbia Records we współpracy z Music World Music i Sony Urban Music. Oryginalnie miał się on ukazać w 2004 roku i stanowić wówczas kontynuację płyty Dangerously in Love, jednak projekt został przerwany ze względu na nagrywanie finałowego albumu Destiny’s Child, Destiny Fulfilled, a także rolę Beyoncé w filmie Dreamgirls. Po zakończeniu prac na planie obrazu wokalistka kontaktowała się w wieloma producentami muzycznymi, a następnie wynajęła nowojorskie Sony Music Studios, gdzie w trzy tygodnie skompletowano Dreamgirls. Większość tekstów inspirowana była udziałem Knowles w Dreamgirls. Styl muzyczny albumu nawiązuje do funku i ballad z lat 70. i 80., a także współczesnego R&B i hip hopu. W ramach wizji artystki, która chciała nagrać płytę z wykorzystaniem szerokiego grona instrumentów, ważny element B’Day stanowi bogata instrumentacja.
B’Day otrzymał generalnie pozytywne oceny od krytyków muzycznych i przyniósł Beyoncé szereg wyróżnień, włączając w to nagrodę Grammy dla najlepszego albumu R&B. Płyta zadebiutowała na szczycie amerykańskiej listy Billboard 200, rozchodząc się w pierwszym tygodniu w 541 tysiącach egzemplarzy na terenie Stanów Zjednoczonych. Od tego czasu B’Day uzyskał status potrójnej platyny Recording Industry Association of America za sprzedaż powyżej trzech milionów kopii. Edycji deluxe albumu towarzyszyła premiera antologii wideo, B’Day Anthology Video Album, złożonej z trzynastu wideoklipów, które nakręcono do utworów z B’Day. W ramach promocji płyty Knowles wyruszyła w światową trasę koncertową, The Beyoncé Experience, a zarejestrowany w jej trakcie materiał został wydany na DVD The Beyoncé Experience Live. W 2008 roku łączna światowa sprzedaż albumu wynosiła ponad 7 milionów egzemplarzy. Sam B’Day zajął ponadto 116. miejsce na liście najlepiej sprzedających się płyt dekady 2000–2009 w Stanach Zjednoczonych.

## Koncepcja

### Kontekst

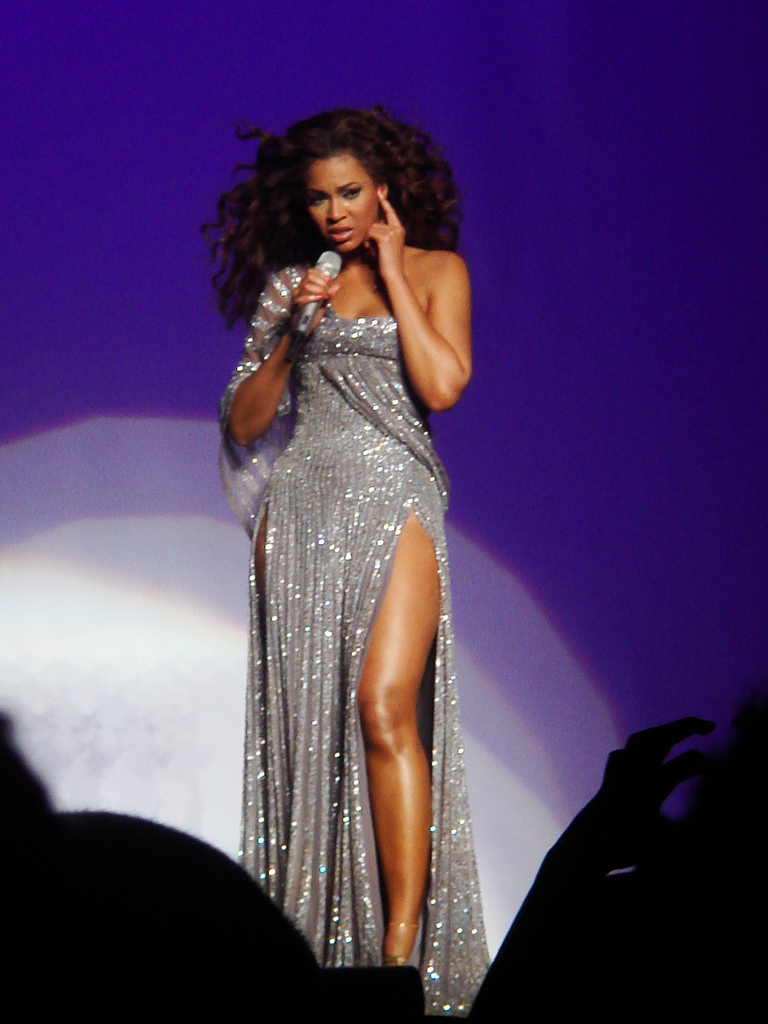
Beyoncé wykonująca utwór „Listen”, inspirowany jej rolą w filmie Dreamgirls

W 2002 roku Knowles podczas sesji nagraniowych Dangerously in Love stworzyła ponad czterdzieści piosenek. Te, które nie ukazały się na albumie, miały zostać wydane na jego kontynuacji. Jednak 7 stycznia 2004 roku przedstawiciel Columbia Records ogłosił, że wokalistka zrezygnowała z tych planów, ponieważ chciała w pełni poświęcić się pracy nad ostatnią płytą Destiny’s Child, a także przygotowaniom do występu podczas Super Bowl, w trakcie którego miała zaśpiewać Hymn Stanów Zjednoczonych Ameryki, co, jak przyznała, było jej dziecięcym marzeniem. Pod koniec 2005 roku zdecydowała przesunąć terminy nagrywania nowego albumu solowego ze względu na rolę w Dreamgirls. Knowles powiedziała magazynowi Billboard: „Nie zamierzam pisać nic na nowy album, dopóki nie skończę prac nad filmem.”
Podczas miesięcznych wakacji po nakręceniu Dreamgirls, Knowles rozpoczęła nagrywanie albumu. Przyznała wtedy: „[Kiedy zakończyło się filmowanie] miałam w sobie tyle rzeczy, tyle emocji, tak wiele pomysłów.” Nie poinformowała o tym m.in. swojego ojca i jednocześnie ówczesnego menedżera, Mathew. Jedynymi ludźmi, którzy wiedzieli o pracach byli producenci, a w tym: Swizz Beatz, The Neptunes, Rich Harrison, Rodney Jerkins i Sean Garrett, Cameron Wallace, Stargate i Walter Millsap. W tworzenie albumu zaangażowana była również kuzynka Beyoncé, Angela Beyincé, a także Makeba Riddick, która była autorką „Déjà Vu”, głównego singla promującego album.

### Nagrywanie
Zainspirowana praktykami Jaya-Z, polegającymi na współpracy z różnymi producentami, Knowles wynajęła cały budynek Sony Music Studios w Nowym Jorku, w którym Harrison, Jerkins i Garrett dostali do dyspozycji własne pomieszczenia. W ramach sesji wokalistka odwiedzała wszystkie pokoje po kolei, sprawdzając postępy prac producentów, wywołując między nimi „zdrową konkurencję”. Podczas gdy Beyoncé z zespołem tworzyli teksty piosenek, pozostali współpracownicy, m.in.: Neptunes i Swizz Beatz, produkowali powstałe już utwory. Członkowie ekipy przyznali, że czasami rozpoczynali pracę o godzinie jedenastej, a wychodzili ze studia późną nocą, po czternastu godzinach sesji i procesu produkcji. Knowles brała udział w aranżacji, produkcji i pisaniu wszystkich piosenek. Makeba Riddick opowiedziała w rozmowie z MTV News o procesie produkcji B’Day:

„[Beyoncé] ściągnęła do Sony Studios masę producentów. Wynajęła całe studio i miała w nim największych i najlepszych producentów muzycznych na rynku. Najpierw wszyscy zgromadziliśmy się w jednym pokoju, zaczęliśmy współpracę z jednym producentem. Następnie przechodziliśmy do kolejnego pomieszczenia, gdzie rozpoczynaliśmy pracę nad innym projektem z kolejnym producentem. Krążyliśmy między salami i kompletowaliśmy materiał we współpracy z różnymi producentami. To był zdecydowanie proces produkcji godzien fabryki.”

B’Day (ang. urodziny), którego tytuł poświęcony jest 25. urodzinom Beyoncé, został skompletowany w ciągu trzech tygodni, o trzy wcześniej niż planowano. Knowles nagrywała po trzy utwory dziennie, dzięki czemu wszystkie ścieżki zarejestrowane zostały w dwa tygodnie. W czasie następnego tygodnia utwory zostały zremasterowane przez Briana „Big Bass” Gardnera w Los Angeles. W sumie, podczas wszystkich sesji, powstało dwadzieścia pięć utworów, z których dziesięć wydano na albumie. Swizz Beatz wyprodukował cztery piosenki na album, najwięcej ze wszystkich członków ekipy.

## Muzyka

### Styl i tematyka
B’Day złożony jest z wielu gatunków muzycznych i podobnie jak poprzedni album wokalistki, powraca do jej muzycznych korzeni, zawierając elementy urban contemporary, głównie R&B i hip hopu. Część piosenek utrzymana jest w klimacie lat 70. i 80, do czego przyczyniła się zarówno rola Beyoncé w Dreamgirls, jak i użycie sampli. W „Suga Mama” wykorzystano bluesowy sampel z „Searching for Soul” Jake Wade and the Soul Searchers, który przypomina funk lat 70. i zawiera zainspirowaną go-go lat 80. melodię. Inne sample to: „Girls Can’t Do What the Guys Do” Betty Wright w „Upgrade U” i instrumentalna wersja „Think” Curtisa Mayfielda w „Resentment”. Z kolei w „Déjà Vu” występują wpływy lat 70., w „Green Light” klasyczny groove, a w „Get Me Bodied” drawl, charakterystyczny dla mieszkańców stanów położonych na południu.
W nagrywaniu B’Day użyto szerokiej rangi instrumentacji. Przykład stanowi utwór „Déjà Vu”, w którym pojawia się gitara basowa, kongi, róg, hi-hat i 808. W wywiadzie Knowles powiedziała: „Kiedy nagrywałam ‘Déjà Vu’... wiedziałam, jeszcze nim rozpoczęłam pracę nad płytą, że chcę, by instrumenty obecne były we wszystkich piosenkach.” Podczas gdy w „Déjà Vu” wykorzystano starodawne rogi, w innych ścieżkach, np. „Ring the Alarm” wykorzystano perkusję, a w „Irreplaceable” gitara stanowi melodię przewodnią.
Duża część tematyki i stylu muzycznego B’Day zainspirowana była rolą artystki w Dreamgirls. Fabuła filmu kręci się wokół The Dreamettes, fikcyjnego żeńskiego zespołu z lat 60. Życie tworzących go trzech kobiet zmieniło się, gdy poznały swojego przyszłego menedżera, Curtisa Taylora. Beyoncé wcieliła się w rolę Deeny Jones, głównej członkini grupy i żony Taylora, który znęcał się nad nią emocjonalnie. Zainspirowana rolą, Knowles postanowiła nagrać płytę poruszającą temat feminizmu oraz empowermentu kobiet. W ścieżce bonusowej, „Encore for the Fans”, mówi: „Ponieważ byłam tak zainspirowana Deeną napisałam piosenki, mówiące rzeczy, które chciałabym, aby ona wypowiedziała w filmie.”

### Utwory
„Déjà Vu”, nagrany z udziałem Jaya-Z, stanowi pierwszy utwór B’Day. Wybrany na główny singel albumu, został wydany 31 lipca 2006 roku i zebrał zróżnicowane opinie. Piosenka uplasowała się na 4. miejscu w Stanach Zjednoczonych, gdzie uzyskała status platynowej oraz 1. w Wielkiej Brytanii. Drugim utworem płyty, a jednocześnie piątym singlem był „Get Me Bodied”, nagrany z Kelly Rowland, Michelle Williams i Solange Knowles, siostrą Beyoncé. Odniósł on najmniejszy sukces w Stanach Zjednoczonych w całej twórczości artystki, plasując się poza pierwszą pięćdziesiątką Hot 100. Teledysk piosenki utrzymany jest w klimacie lat 60. XX wieku. „Suga Mama” jest trzecim utworem na albumie, a jego wideoklip ukazuje Knowles ujeżdżającą mechanicznego byka. Czwarty singel i zarazem czwartą piosenkę na B’Day stanowi „Upgrade U”, kolejna kolaboracja z Jayem-Z, której tekst mówi o luksusie. Wokalistka w teledysku przez większość czasu zastępuje Jaya w jego fragmentach. Drugim singlem był „Ring the Alarm”, którego melodię miał imitować odgłos syren. Utwór zadebiutował na 12. pozycji Hot 100 i uzyskał status złotej płyty w Stanach Zjednoczonych. Szóstą ścieżkę albumu stanowi „Kitty Kat”, której wideoklip pokazuje Beyoncé w towarzystwie dużego kota. „Freakum Dress”, kolejna piosenka, „radzi kobietom, które mają zagubionych partnerów, żeby włożyły seksowne sukienki i zakołysały biodrami przed innymi mężczyznami w klubie, by odzyskać ich uwagę”. Knowles nakręciła muzyczne wideo, aby wyjaśnić, czym jest „Freakum Dress”. Pojawiają się w nim różne kobiety, które mają na sobie metaliczne sukienki. Ósmy utwór, „Green Light”, ukazał się jako singel poza Stanami Zjednoczonymi i jest w pewnym stopniu wzorowany na „Crazy in Love”, o czym świadczą fragmenty „uh-huh huh huh”. Wideoklip był kręcony przez trzy dni, a Knowles określiła go jako „najtrudniejszy w karierze”, gdyż musiała przez osiemnaście godzin nosić baletki, „co przyniosło straszny ból stóp”. „Irreplaceable” jest dziewiątą piosenką na B’Day. Została wydana jako trzeci singel z płyty w Ameryce Północnej, a drugi poza nią. Utwór spotkał się z pozytywnym przyjęciem i odniósł największy sukces ze wszystkich singli promujących B’Day. Przez dziesięć tygodni pozostawał na szczycie Billboard Hot 100 i dostał status trzykrotnej platyny. Teledysk stanowi debiutancki występ jej złożonego z samych kobiet zespołu, Suga Mama. Ballada, i jednocześnie cover piosenki Victorii Beckham, „Resentment” stanowi ostatnią ścieżkę albumu.

## Wydanie i promocja

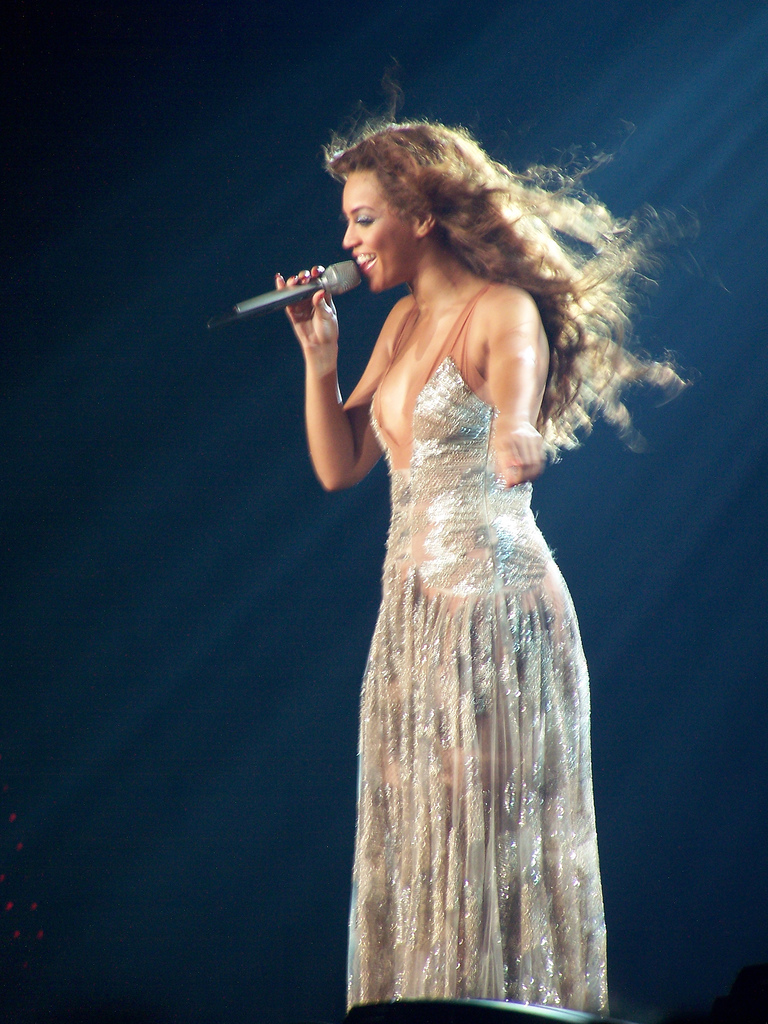
Beyoncé wykonująca „Flaws and All”, jeden z nowych utworów dołączonych do edycji deluxe B’Day

B’Day został wydany przez Columbia Records we współpracy z Sony Urban Music i Music World Music 4 września 2006 roku, by uczcić 25. urodziny Knowles.
3 kwietnia 2007 roku ukazała się dwudyskowa edycja deluxe albumu, siedem miesięcy po jego oryginalnej premierze. Poza standardową listą utworów, edycja zawierała pięć nowych piosenek, w tym „Beautiful Liar”, duet z Shakirą. Znalazło się na niej również kilka utworów w wersjach hiszpańskich, a także nowy: „Gypsy Love” („Amor Gitano”), duet z meksykańskim piosenkarzem Alejandro Fernándezem. Pomysł na nagranie ścieżek w innym języku zrodził się z przeszłej współpracy Destiny’s Child z Alejandro Sanzem, z którym grupa stworzyła piosenkę „Quisiera Ser”. Przy rejestrowaniu nowych wersji Beyoncé pracowała z producentem Rudym Perezem.
W tym samym terminie, co edycja deluxe, wydane zostało DVD B’Day Anthology, złożone z trzynastu teledysków, powstałych do piosenek z albumu. Poza tym wideo zawiera siedemnastominutowy materiał zza kulis. DVD było początkowo ekskluzywnym, dostępnym wyłącznie w Stanach Zjednoczonych, wydaniem dla sieci Wal-Mart. Dopiero po dłuższym czasie znalazło się w innych sklepach, a także było dostępne w innych krajach. Jednakże edycja B’Day Anthology dostępna w niektórych krajach nie posiada hiszpańskich wersji utworów, tylko wyłącznie wideoklipy.
W połowie 2006 roku Knowles poszukiwała złożonego z samych kobiet zespołu, który towarzyszyłby jej podczas trasy The Beyoncé Experience. Na całym świecie odbyły się przesłuchania m.in.: basistek, perkusistek i gitarzystek. Ostatecznie trasa objęła ponad 90 obiektów, rozpoczynając się 10 kwietnia 2007 roku w Japonii, a kończąc 30 grudnia w Las Vegas.

## Przyjęcie

### Odbiór krytyków
| Przyznane oceny      | Przyznane oceny |
| Źródło               | Ocena           |
| -------------------- | --------------- |
| AllMusic             | [ 1 ]           |
| Robert Christgau     | (A-)            |
| Entertainment Weekly | (B+)            |
| The Guardian         | [ 35 ]          |
| Los Angeles Times    | [ 36 ]          |
| Pitchfork Media      | (7.2/10)        |
| PopMatters           | (6/10)          |
| Rolling Stone        | [ 39 ]          |
| USA Today            | [ 40 ]          |

B’Day otrzymał generalnie pozytywne opinie od krytyków, chociaż część z nich uznała krótki czas jego produkcji za wadę. Według bazy Metacritic płyta zdobyła ogólną ocenę 70/100, lepszą od Dangerously in Love (64/100), bazując na najważniejszych recenzjach. Bill Lamb z witryny About.com przyznał płycie 4.5/5 gwiazdek, chwaląc Knowles za „empatię, skupienie, energię oraz wokal”. Jody Rosen z Entertainment Weekly zauważyła, że piosenki reprezentują emocje i rytm, a także pochwaliła głos wokalistki, dając płycie ocenę B+. Jonah Weiner z magazynu Blender oceniła B’Day na cztery gwiazdki za „produkcję szybkich bitów, które nie pozwolą parkietowi oziębnąć”. Gail Mitchell z Billboardu napisała, że Beyoncé „pozostawała kreatywna przez cały czas trwania albumu i nie bała się przekraczać granic muzycznych oraz tekściarskich”. Sarah Rodman z The Boston Globe oceniła, iż cała ekipa produkcyjna pomogła Knowles „skupić się na szybkich utworach, które przeniosły jej słodki sopran w nowe miejsca”. Sal Cinquemani z publikacji internetowej Slant Magazine skomentował, że „B’Day przypomina dokonania byłej grupy Knowles z czasów ich największych sukcesów”. Krytyk Robert Christgau przyznał B’Day ocenę A-, pozytywnie oceniając tematykę albumu, która koncentrowała się na empowermencie kobiet.
Jednak z drugiej strony, Roger Friedman z Fox News ocenił album negatywnie, twierdząc, że „rezultatem wielu kucharek w kuchni jest to, że Beyoncé serwuje miks piskliwego śpiewu i niezmiennych, niemelodycznych piosenek”. Andy Kellman z AllMusic napisał w recenzji, że pośpiech w produkcji albumu przyczynił się do braku piosenek eleganckich i spokojnych, takich jak „Me, Myself and I” lub „Be with You”. Równocześnie dodał: „...w tym albumie nie ma nic słabego lub rozpaczliwego”. Mike Joseph z PopMatters uznał płytę za „solidną”, jednak powielił narzekania części innych krytyków na zbyt krótki czas produkcji. Brian Hiatt z magazynu Rolling Stone stwierdził, iż: „Podczas gdy większość szybkich albumów nigdy nie wyczerpuje energii, harmonijność i melodyjność części utworów na B’Day sprawia wrażenie niedopracowanych, które nie dorównują 'Crazy in Love’ lub największym hitom Destiny’s Child.” Caroline Sullivan z dziennika The Guardian skomplementowała tematykę, jakiej dotyczyły utwory, dodając, że „poza kilkoma popowo-R&B wypełniaczami czasu, nie można przyczepić się do niczego”.

### Wyróżnienia
B’Day i pochodzące z niego single przyniosły Knowles wiele nagród muzycznych. Album otrzymał pięć nominacji do nagród Grammy, w kategoriach: Best Contemporary R&B Album, Best Female R&B Vocal Performance za „Ring the Alarm”, Best R&B Song i Best Rap/Sung Collaboration za „Déjà Vu”; nominację w kategorii Best Remixed Recording, Non-Classical otrzymał ponadto klubowy remiks „Déjà Vu” autorstwa Freemasons. Ostatecznie B’Day wygrał statuetkę dla najlepszego albumu R&B na 49. ceremonii wręczenia Grammy. Następnego roku album otrzymał kolejne dwie nominacje do Grammy, dla Record of the Year za „Irreplaceable” oraz Best Pop Collaboration with Vocals za „Beautiful Liar”. Beyoncé była tego wieczora nominowana również z obsadą Dreamgirls w kategorii najlepszy kompilacyjny soundtrack filmowy.

### Odbiór komercyjny
B’Day zadebiutował na miejscu 1. listy Billboard 200, rozchodząc się w pierwszym tygodniu w 541 tysiącach egzemplarzy na terenie Stanów Zjednoczonych. Mimo iż sprzedaż albumu była mniejsza od Survivor Destiny’s Child, który w premierowym tygodniu sprzedał się w 663 tysiącach kopii, wynik ten był wyższy od debiutanckiego wydawnictwa Knowles, Dangerously in Love (317 tysięcy egzemplarzy w premierowym tygodniu). B’Day uplasował się również na szczycie notowań Top R&B/Hip-Hop Albums oraz Top Internet Albums Album uzyskał status trzykrotnej platyny w Stanach Zjednoczonych, znajdując ponad 3 miliony nabywców na rynku amerykańskim. B’Day była 38. najlepiej sprzedającą się płytą w tym kraju w 2006 roku, zaś w 2007 roku zajęła 11. miejsce na liście najlepiej sprzedających się albumów roku. Po dwóch latach od wydania, B’Day był 170. najlepiej sprzedającym się albumem 2008 roku w Stanach Zjednoczonych.
Na arenie międzynarodowej album odniósł podobnie duży sukces komercyjny. W Wielkiej Brytanii zadebiutował na miejscu 3., rozchodząc się w 35 tysiącach kopii w premierowym tygodniu. W sumie płyta pozostawała w brytyjskim zestawieniu przez 38 tygodni. British Phonographic Industry przyznał B’Day platynowy status za sprzedaż powyżej 300 tysięcy egzemplarzy. Status złotej płyty w tym kraju uzyskała również edycja deluxe albumu, która znalazła ponad 100 tysięcy nabywców. W sumie album rozszedł się w Wielkiej Brytanii w ok. 507 tysiącach kopii. W Niemczech wydawnictwo zostało złotą płytą z ponad 100 tysiącami sprzedanych egzemplarzy. W Australii i Kanadzie płyta uzyskała status platyny, a w Rumunii, Grecji i Hiszpanii złota. Poza tym album rozszedł się w ok. 370 tysiącach egzemplarzy w Japonii i ok. 75 tysiącach kopii we Francji.

## Kontrowersje
Brytyjska piosenkarka Des’ree złożyła pozew do sądu przeciw Beyoncé, oskarżając ją o bezprawne wykorzystanie jej piosenki „Kissing You”. Zarzuciła Knowles, że ta użyła utworu przed podpisaniem jakiejkolwiek umowy. Dlatego, krótko po wydaniu, edycja deluxe B’Day oraz DVD zostały tymczasowo wycofane ze sklepów. Po kilku dniach były dostępne ponownie, bez „Still in Love (Kissing You)”.
Sesja zdjęciowa przeprowadzona na potrzeby B’Day, w tym okładka singla „Ring the Alarm”, wzbudziły kontrowersje po tym, jak Knowles wykorzystała w nich aligatory. Przyznała również, że ich obecność, a także częściowe obklejenie taśmą było jej pomysłem. PETA, organizacja broniąca praw zwierząt, która wcześniej skrytykowała wokalistkę za obecność futer w zaprojektowanej przez nią linii ubrań, skontaktowała się z biologiem, który napisał do niej list:

„Jako specjalista od gadów i pracownik pomocy społecznej, jestem zaniepokojony twoim pozowaniem z przerażonym małym aligatorem na okładce nowej płyty. Ludzie i aligatory nie są naturalnymi kompanami, i nie powinni ze sobą przebywać przy okazji takiej ja np. sesja zdjęciowa. Moim zdaniem takie postępowanie jest znęcaniem nad zwierzętami.”

W 2007 roku Knowles pojawiła się na billboardach i w gazetach na terenie całych Stanów Zjednoczonych trzymając w dłoni antyczną cygarniczkę. Zdjęcie, oryginalnie znajdujące się na tylnej okładce B’Day, wywołało kontrowersje i sprowokowało do komentarzy grupę walczącą z nałogiem. Przedstawiciele skomentowali, że nie musiała użyć cygarniczki, aby wyglądać bardziej wytwornie.

## Lista utworów
| #   | Tytuł                     | Autorzy                                                                                    | Produkcja                                           | Długość |
| --- | ------------------------- | ------------------------------------------------------------------------------------------ | --------------------------------------------------- | ------- |
| 1.  | „Déjà Vu” (feat. Jay-Z)   | Beyoncé Knowles, Rodney Jerkins, Delisha Thomas, Makeba, Keli Nicole Price, Shawn Carter   | Rodney Jerkins, Beyoncé Knowles                     | 4:00    |
| 2.  | „Get Me Bodied”           | B. Knowles, Kasseem Dean, Sean Garrett, Makeba, Angela Beyincé, Solange Knowles            | Swizz Beatz, Beyoncé Knowles, Sean Garrett          | 3:25    |
| 3.  | „Suga mama”               | Knowles, Rich Harrison, Makeba, Chuck Middleton                                            | Rich Harrison, Beyoncé Knowles                      | 3:24    |
| 4.  | „Upgrade U” (feat. Jay-Z) | B. Knowles, MK, Makeba, Garrett, Beyincé, Carter, Willie Clarke, Clarence Reid, S. Knowles | Cameron Wallace, Beyoncé Knowles, Swizz Beatz       | 4:32    |
| 5.  | „Ring the Alarm”          | Knowles, Dean, Garrett                                                                     | Swizz Beatz, Beyoncé Knowles                        | 3:23    |
| 6.  | „Kitty Kat”               | Knowles, Pharrell Williams, Carter                                                         | The Neptunes, Beyoncé Knowles                       | 3:55    |
| 7.  | „Freakum Dress”           | Knowles, Harrison, Makeba                                                                  | Rich Harrison, Beyoncé Knowles                      | 3:20    |
| 8.  | „Green Light”             | Knowles, Williams, Garrett                                                                 | The Neptunes, Beyoncé Knowles                       | 3:29    |
| 9.  | „Irreplaceable”           | Shaffer Smith, Knowles, Mikkel S. Eriksen, Tor Erik Hermansen, Espen Lind, Amund Bjørklund | StarGate, Beyoncé Knowles, Ne-Yo                    | 3:47    |
| 10. | „Resentment”              | B. Knowles, Walter Millsap III, Candice Nelson, Curtis Mayfield                            | Walter Millsap III, Beyoncé Knowles, Candice Nelson | 4:40    |

| Utwory bonusowe |
| --- |
| 1. „Back Up” (B. Knowles, R. Jerkins, Smith Shaffer, Taylor Robert) – 3:27 2. „Lost Yo Mind” (Dean Kasseem, S. Garrett, B. Knowles) – 3:47 3. „Creole” (Richard Harrison, Makeba Riddick) – 3:53 4. „Check on It” feat. Bun B & Slim Thug (Knowles, Dean, Garrett, Beyincé, Stayve Thomas) – 3:30 5. „Encore for the Fans” – 10:15 |

### Edycja deluxe
Północnoamerykańskie wydanie edycji deluxe
| CD 1: B’Day |
| --- |
| 1. „Beautiful Liar” z Shakirą (B. Knowles, M. S. Eriksen, T.E. Hermansen, A. Ghost, I. Dench) – 3:19 2. „Irreplaceable” (Smith, B. Knowles, Eriksen, Hermansen, Lind, Bjørklund) – 3:47 3. „Green Light” (B. Knowles, Williams, Garrett) – 3:30 4. „Kitty Kat” (B. Knowles, Williams, Carter) – 3:55 5. „Welcome to Hollywood” feat. Jay-Z (S. Carter, R. Perry, S. Smith, B. Knowles) – 3:18 6. „Upgrade U” feat. Jay-Z (B. Knowles, MK, Makeba, Garrett, Beyincé, Carter, Clarke, Reid, S. Knowles) – 4:32 7. „Flaws and All” (S. Smith, S. Taylor, B. Knowles, S. Knowles) – 4:08 8. „Get Me Bodied” (miks) (B. Knowles, Dean, Garrett, Makeba, Beyincé, S. Knowles) – 6:18 9. „Still in Love (Kissing You)” (później zastąpiony przez „If”) (S. Smith, M. S. Eriksen, T.E. Hermansen, B. Knowles) – 3:18 10. „Freakum Dress” (B. Knowles, Harrison, Makeba) – 3:20 11. „Suga Mama” (B. Knowles, Harrison, Makeba, Middleton) – 3:24 12. „Déjà Vu” feat. Jay-Z (B. Knowles, Jerkins, Thomas, Makeba, Price, Carter) – 4:00 13. „Ring the Alarm” (B. Knowles, Dean, Garrett) – 3:23 14. „Resentment” (B. Knowles, Walter W. Millsap III, Candice C. Nelson, Curtis Mayfield) – 4:40 15. „Listen” (B. Knowles, H. Krieger, S. Cutler, A. Preven) – 3:40 16. „World Wide Woman” (ukryta ścieżka) (B. Knowles, S. Garrett, Makeba, L. Daniels, A. Beyincé) – 3:41 |

| CD 2: Irreemplazable |
| --- |
| 1. „Amor Gitano” z Alejandro Fernándezem (B. Knowles, J. Flores, R. Barba) – 3:48 2. „Listen (Oye)” (B. Knowles, H. Krieger, S. Cutler, A. Preven, R. Perez) – 3:41 3. „Irreplaceable (Irreemplazable)” (B. Knowles, M. S. Eriksen, T.E. Hermansen, E. Lind, A. Bjørklund, S. Smith, R. Perez) – 3:48 4. „Beautiful Liar (Bello Embustero)” (B. Knowles, M. S. Eriksen, T.E. Hermansen, A. Ghost, I. Dench, R. Perez) – 3:20 5. „Beautiful Liar (Remix)” (remiks Shakiry) – 3:01 6. „Beautiful Liar (Spanglish)” feat. Sasha a/k/a Beyoncé – 3:21 7. „Irreemplazable (Norteña Remix)” (remiks Rudy’ego Pereza) – 3:51 |

Międzynarodowe wydanie edycji deluxe
| CD: B’Day |
| --- |
| 1. „Beautiful Liar” z Shakirą – 3:19 2. „Irreplaceable” – 3:47 3. „Green Light” – 3:30 4. „Kitty Kat” – 3:55 5. „Welcome to Hollywood” feat. Jay-Z – 3:18 6. „Upgrade U” feat. Jay-Z – 4:32 7. „Flaws and All” – 4:08 8. „Still in Love (Kissing You)” – 4:35; później zastąpiony przez „If” – 3:18 9. „Get Me Bodied” (miks) – 6:18 10. „Freakum Dress” – 3:24 11. „Suga Mama” – 3:25 12. „Déjà Vu” feat. Jay-Z – 4:00 13. „Ring the Alarm” – 3:23 14. „Resentment” – 4:40 15. „Listen” – 3:40 16. „World Wide Woman” – 3:41 17. „Check on It” feat. Bun B & Slim Thug – 3:30 18. „Amor Gitano” z Alejandro Fernándezem – 3:48 19. „Beautiful Liar (Remix)” – 3:00 20. „Creole” (utwór bonusowy w iTunes) – 3:53 |

| DVD: B’Day Anthology Video Album |
| --- |
| 1. „Beautiful Liar” (z Shakirą) (Jake Nava, Beyoncé Knowles) – 3:34 2. „Irreplaceable” (Anthony Mandler) – 4:17 3. „Kitty Kat” (Melina Matsoukas, Knowles) – 1:03 4. „Green Light” (Matsoukas) – 3:31 5. „Upgrade U” (feat. Jay-Z) (Matsoukas, Knowles) – 4:38 6. „Flaws and All” (Cliff Watts, Knowles) – 4:14 7. „Get Me Bodied” (miks) (Mandler, Knowles) – 6:42 8. „Freakum Dress” (Ray Kay, Knowles) – 3:21 9. „Suga Mama” (Matsoukas, Knowles) – 3:37 10. „Déjà Vu” (feat. Jay-Z) (Sophie Muller) – 4:06 11. „Ring the Alarm” (Muller) – 3:33 12. „Listen” (Diane Martel) – 3:49 13. „Still in Love (Kissing You)” (później usunięty) (Watts, Knowles) – 4:41 14. „Credits” – 0:51 15. „Behind the Scenes” (Ed Burke) – 17:39 |

Notki
- „Suga Mama” sampluje utwór „Searching for Soul” Jake Wade and the Soul Searchers.
- „Upgrade U” sampluje utwór „Girls Can’t Do What the Guys Do (And Still Be a Lady)” Betty Wright.
- „Resentment” sampluje utwór „Think (Instrumental)” Curtisa Mayfielda.
- W skład „Encore for the Fans” wchodzą: „Check on It”, „Encore for the Fans” (wprowadzenie), „Listen” oraz „Get Me Bodied”.

## Pozycje na listach
| Lista (2006)                     | Najwyższa pozycja |
| -------------------------------- | ----------------- |
| Australian Albums Chart          | 8                 |
| Austrian Albums Chart            | 13                |
| Belgian Albums Chart (Flanders)  | 7                 |
| Belgian Albums Chart (Wallonia)  | 12                |
| Canadian Albums Chart            | 3                 |
| Danish Albums Chart              | 8                 |
| Dutch Albums Chart               | 5                 |
| European Top 100 Albums          | 3                 |
| Finnish Albums Chart             | 23                |
| French Albums Chart              | 12                |
| German Albums Chart              | 5                 |
| Greek Albums Chart               | 3                 |
| Hungarian Albums Chart           | 22                |
| Irish Albums Chart               | 3                 |
| Italian Albums Chart             | 10                |
| Japanese Albums Chart            | 4                 |
| Mexican Albums Chart             | 9                 |
| New Zealand Albums Chart         | 8                 |
| Norwegian Albums Chart           | 6                 |
| Polska Oficjalna Lista Sprzedaży | 33                |
| Portuguese Albums Chart          | 8                 |
| Spanish Albums Chart             | 5                 |
| Swedish Albums Chart             | 15                |
| Swiss Albums Chart               | 2                 |
| UK Albums Chart                  | 3                 |
| U.S. Billboard 200               | 1                 |
| U.S. Top R&B/Hip-Hop Albums      | 1                 |

| Państwo           | Certyfikaty                  |
| ----------------- | ---------------------------- |
| Australia         | Platyna                      |
| Belgia            | Złoto                        |
| Dania             | Złoto                        |
| Europa            | Platyna                      |
| Francja           | Złoto                        |
| Grecja            | Złoto                        |
| Hiszpania         | Złoto                        |
| Irlandia          | 3× Platyna                   |
| Japonia           | Platyna (edycja standardowa) |
| Japonia           | Złoto (edycja deluxe)        |
| Kanada            | Platyna                      |
| Meksyk            | Złoto                        |
| Niemcy            | Złoto                        |
| Nowa Zelandia     | Platyna                      |
| Portugalia        | Złoto                        |
| Rosja             | 3× Platyna                   |
| Rumunia           | Złoto                        |
| Stany Zjednoczone | 3× Platyna                   |
| Szwajcaria        | Złoto                        |
| Węgry             | Złoto                        |
| Wielka Brytania   | Platyna (edycja standardowa) |
| Wielka Brytania   | Złoto (edycja deluxe)        |

### Listy podsumowujące całoroczną sprzedaż albumów
| Lista (2006)                  | Pozycja |
| ----------------------------- | ------- |
| Australian Urban Albums Chart | 13      |
| Japanese Albums Chart         | 55      |
| Swiss Albums Chart            | 96      |
| U.S. Billboard 200            | 38      |
| U.S. Top R&B/Hip-Hop Albums   | 8       |
| Świat                         | 6       |

| Lista (2007)                  | Pozycja |
| ----------------------------- | ------- |
| Australian Urban Albums Chart | 13      |
| Swiss Albums Chart            | 82      |
| U.S. Billboard 200            | 11      |
| U.S. Top R&B/Hip-Hop Albums   | 6       |
| Świat                         | 38      |

| Lista (2008)                | Pozycja |
| --------------------------- | ------- |
| U.S. Billboard 200          | 170     |
| U.S. Top R&B/Hip-Hop Albums | 85      |

## Nagrody
| Nagroda                         | Rok  | Przedmiot nominacji | Kategoria                                    | Rezultat |
| ------------------------------- | ---- | ------------------- | -------------------------------------------- | -------- |
| BET Awards                      | 2007 | „Irreplaceable”     | Wideoklip roku                               | Wygrana  |
| Grammy                          | 2007 | B’Day               | Najlepszy album R&B                          | Wygrana  |
| Ivor Novello Awards             | 2008 | „Beautiful Liar”    | Najlepiej sprzedający się singel roku        | Wygrana  |
| Music of Black Origin Awards    | 2006 | „Déjà Vu”           | Najlepszy wideoklip                          | Wygrana  |
| Music of Black Origin Awards    | 2006 | „Déjà Vu”           | Najlepszy utwór                              | Wygrana  |
| MTV Video Music Award           | 2006 | „Check on It”       | Najlepszy wideoklip R&B                      | Wygrana  |
| MTV Video Music Award           | 2007 | „Beautiful Liar”    | Najlepszy utwór kolaboracyjny                | Wygrana  |
| Nickelodeon Kids’ Choice Awards | 2007 | „Irreplaceable”     | Ulubiona piosenka                            | Wygrana  |
| Soul Train Music Awards         | 2007 | „Irreplaceable”     | Najlepszy utwór R&B/soulowy                  | Wygrana  |
| World Music Awards              | 2006 | B’Day               | Najlepiej sprzedający się artysta R&B świata | Wygrana  |

## Personel
| - Jason Agel – asystent operatora dźwięku - Omar Al-Musfi – arabska perkusja - Roberto Almodovar – nagrywanie - Allen „Al Geez” Arthur – rogi - Aplril Baldwin – A&R - Aureo Baqueiro – dyrekcja wokalna dla Alejandro Fernándeza - Reyli Barba – tekst - Robert Becker – skrzypce - Andres Bermudez – nagrywanie - Angela Beyincé – tekst - Amund Bjorklund – tekst - Tim Blacksmith – menedżment Stargate - Aaron Brougher – koordynator A&R - Denyse Buffum – skrzypce - Bun B – wokal gościnny - David Campbell – aranżacja strunowa - Roberto Cani – skrzypce - Tim Carmon – instrumenty klawiszowe - Sean Carrington – gitara - Jim Caruana – nagrywanie - Gustavo Celis – nagrywanie - Olgui Chirino – produkcja wokalu - Fusako Chubachi – dyrekcja artystyczna - Willie Clarke – tekst - Andrew Coleman – asystent operatora dźwięku - Larry Corbett – wiolonczela - Tom Coyne – mastering - Jasmin Cruz – wokal wspierający - Scott Cutler – tekst - Danny D. – menedżment Stargate - Lawshawn Daniels – tekst - Mario Deleon – skrzypce - Ian Dench – tekst - Robert „LB” Dorsey – nagrywanie - Andrew Duckles – altówka - Bruce Dukov – skrzypce - Nathan East – bass - Paco „El Sevillano” – gypsy chant - Mikkel S. Eriksen – kompozycje, instrumenty - Alejandro Fernández – wokal gościnny - Jaime Flores – kompozycje - Paul Forat – A&R - Sean Garrett – kompozycje, produkcja - Amanda Ghost – kompozycje - Jason Goldstein – miks - Aaron „Goody” Goode – rogi - Erwin Gorosita – dyrekcja artystyczna - Max Gousse – A&R - Alan Grunfeld – skrzypce - Rich Harrison – kompozycje, produkcja, miks - Tor Erik Hermansen – instrumenty, kompozycje - Geraldo Hilera – skrzypce - Jean-Marie Horvat – miks - Dabling „Hobby Boy” Howard – nagrywanie - Ty Hunter – stylizacje - ILoveDust – projekty logo - Jun Ishizeki – nagrywanie - Eric Jackson – gitary - Quincy S. Jackson – marketing - Jay-Z – tekst, wokal - Rodney Jerkins – tekst, produkcja, miks, muzyka, aranżacje - James Johnson – bass - Jon Jon – bass, produkcja - Ronald Judge – rogi - Suzie Katayama – wiolonczela - Gimel „Young Guru” Keaton – nagrywanie - Hannah Khoury – skrzypce, altówka - Kimberly Kimble – stylistka fryzur - Rob Kinelski – asystent operatora dźwięku, inżynieria dźwięku - Beyoncé Knowles – tekst, wokal, produkcja, produkcja wokalu, produkcja wykonawcza | - Mathew Knowles – A&R, menedżment, produkcja wykonawcza - Solange Knowles – tekst - Tina Knowles – stylizacje - Henry Krieger – tekst - Ricky Lawson – bębny - Jolie Levine – music contracting - Espen Lind – tekst, gitary - Dave Lopez – asystent operatora dźwięku, montaż Pro Tools - Nathan Jenkins – nagrywanie - Julia Knapp – A&R - MK – tekst - Riley Mackin – asystent operatora dźwięku - Miriam Makeba – tekst - Manny Maroquin – miks - Harvey Mason – perkusja - Curtis Mayfield – tekst - Vlado Meller – mastering - Chuck Middleton – tekst - Colin Miller – miks, obsługa Pro Tools - Walter W. Millsap III – tekst, produkcja, muzyka, montaż Pro Tools - Mo Horns – rogi - Naser Musa – oud - Candice C. Nelson – tekst, produkcja, muzyka - The Neptunes – produkcja - Ne-Yo – tekst, produkcja - Sara Parkins – skrzypce - Dave „Hard Drive” Pensado – miks - Rudy Perez – produkcja, produkcja wokalu, aranżacje, instrumenty klawiszowe, programowanie, gitara hiszpańska, wokal wspierający - Clay Perry – instrumenty klawiszowe, programowanie, montaż Pro Tools - Denaun Porter – programowanie - Anne Preven – tekst - Keli Nicole Price – tekst - Boujemaa Razgui – flet arabski - Clarence Reid – tekst - Aaron Renner – nagrywanie - Geoff Rice – nagrywanie - Michele Richards – skrzypce - Jared Robbins – asystent operatora dźwięku - Jamie Rosenberg – asystent operatora dźwięku - Kareem Roustom – aranżacje instrumentów strunowych - Shakira – wokal, produkcja, aranżacje, produkcja wokalu, remiksy, aranżacja skrzypcowa - Haim Shtrum – skrzypce - Dexter Simmons – miks - Slim Thug – wokal gościnny - Daniel Smith – wiolonczela - Chris Spilfogel – tekst - Stargate – produkcja, aranżacje, inżynieria dźwięku, programowanie - David Stearns – asystent operatora dźwięku - Swizz Beatz – tekst, produkcja, miks - Syience – tekst, produkcja - Shea Taylor – tekst, produkcja - Delisha Thomas – tekst - Stayve Thomas – tekst - Michael Tocci – nagrywanie - Rene Luis Toledo – gitara hiszpańska - Steve Tolle – miks - Francesca Tolot – makijaż - The Underdogs – produkcja - Max Vadukul – fotografia - Jeff Villanueva – nagrywanie - Rommel Nino Villanueva – nagrywanie - Visitante – programowanie - Cameron Wallace – produkcja - John Weston – inżynieria dźwięku, cyfrowa edycja - Pharrell Williams – tekst - John Wittenburg – skrzypce - Shane Woodley – asystent operatora dźwięku - Kenneth Yerke – skrzypce |